# 萊克鎮區 (密歇根州休倫縣)
萊克鎮區（英語：Lake Township）是位於美國密歇根州休倫縣的一個行政鎮區。

## 地方資料
萊克鎮區的面積為53.70平方千米，當中陸地面積為49.70平方千米，而水域面積為4.00平方千米。根據2020年美國人口普查的數據，當地共有人口657人，而人口密度為每平方千米12.23人。